# Sihan
Die Sihan sind eine indigene Volksgruppe der Insel Borneo. Sie werden zu den Dayak-Völkern gezählt und leben im Inneren des zu Malaysia gehörenden Bundesstaates Sarawak. 
Die gesamte Volksgruppe der Sihan zählte im Jahre 1978 lediglich 120 Personen, die einem einzigen Langhaus am Fluss Ameng lebten. Die Sihan bauen Reis und andere Pflanzen an, die Techniken dazu erlernten sie im späten 19. Jahrhundert. Vorher lebten sie als nomadische Jäger und Sammler. Obwohl inzwischen sesshaft, nahm diese Lebensweise noch mindestens bis in die 1990er-Jahre einen bedeutenden Stellenplatz in ihrem Leben ein, eventuell sogar bis heute. Die auf diese Weise erlangten Produkte dienten nicht ausschließlich der Selbstversorgung, sondern wurden in nahegelegenen Städten weiterverkauft.
In Malaysia sind die Sihan gemäß Artikel 161A der malaysischen Verfassung eine der insgesamt 21 Volksgruppen, die als Eingeborene Sarawaks gelten und daher nach gängiger Rechtsdefinition von den Vorteilen des juristischen Bumiputra-Status profitieren können.